# Diego Milito
Diego Alberto Milito (Bernal, 12 juni 1979) is een voormalig Argentijns voetballer die bij voorkeur als centrumspits speelde. In januari 2003 debuteerde hij in het Argentijns voetbalelftal, waarvoor hij daarna meer dan twintig interlands speelde.

## Clubcarrière
In 1999 begon Milito's profcarrière bij Racing Club. In de winterstop van het seizoen 2003/04 maakte hij de overstap naar Genoa CFC, dat op dat moment uitkwam in de Serie B. Na twee seizoenen in Italië werd Genoa aan het einde van het seizoen 2004/05 door de Italiaanse voetbalbond teruggezet naar de Serie C1 vanwege zwendelpraktijken. Milito zag zich gedwongen de club te verlaten en vertrok naar Real Zaragoza. Zijn broer, Gabriel, voetbalde daar toen al twee seizoenen. In de drie volgende seizoenen maakte hij 45 doelpunten in 87 duels. In 2007 eindigde hij met één doelpunt minder dan Ruud van Nistelrooij op de tweede plaats van de Spaanse topschutterslijst.
Voor aanvang van het seizoen 2008/09 besloot Milito terug te keren naar het inmiddels naar de Serie A gepromoveerde Genoa. In het begin van het seizoen was hij een tijd lang voorlopig topschutter van de hoogste Italiaanse voetbaldivisie. Uiteindelijk bereikte hij een totaal van 24 doelpunten en had zo zijn aandeel in de vijfde plaats voor Genoa. Hij werd voor zijn prestaties beloond met een transfer naar toenmalig Italiaans kampioen Internazionale.
In 2010 won Milito met Inter de Champions League door beide doelpunten te maken in de met 2-0 gewonnen finale tegen Bayern München. Mede hierdoor werd hij in januari 2011 verkozen tot beste speler én beste buitenlandse speler van het jaar in de Serie A.
Op 13 december 2011 'won' Milito de Bidone d'Oro. Dat is een jaarlijkse prijs van Rádio 2 voor de meest waardeloze voetballer in Italië. In het seizoen 2011/12 kwam Milito nauwelijks aan spelen toe.
Op 14 februari 2013 viel Milito in een Europa League-duel tegen CFR Cluj uit met een knieblessure. Hij liep schade op aan zowel zijn voorste kruisband als de collaterale band in zijn knie en zou zes tot negen maanden buitenspel staan.
In 2014 werd bevestigd dat hij terugkeerde naar Racing Club, waar zijn professionele carrière begon. Zijn bijnaam luidde Il Principe ("De Prins") vanwege zijn fysieke gelijkenis met de Uruguayaanse voetballer Enzo Francescoli, die eveneens Il Principe werd genoemd.

## Clubstatistieken
| Seizoen   | Club           | Duels | Goals |
| --------- | -------------- | ----- | ----- |
| 1999/2000 | Racing Club    | 11    | 1     |
| 2000/2001 | Racing Club    | 35    | 2     |
| 2001/2002 | Racing Club    | 38    | 9     |
| 2002/2003 | Racing Club    | 35    | 14    |
| 2003/2004 | Racing Club    | 18    | 8     |
| 2003/2004 | Genoa CFC      | 20    | 12    |
| 2004/2005 | Genoa          | 39    | 21    |
| 2005/2006 | Real Zaragoza  | 36    | 15    |
| 2006/2007 | Real Zaragoza  | 37    | 23    |
| 2007/2008 | Real Zaragoza  | 35    | 15    |
| 2008/2009 | Genoa          | 31    | 24    |
| 2009/2010 | Internazionale | 35    | 22    |
| 2010/2011 | Internazionale | 23    | 5     |
| 2011/2012 | Internazionale | 33    | 24    |
| 2012/2013 | Internazionale | 20    | 9     |
| 2013/2014 | Internazionale | 17    | 2     |
| 2014      | Racing Club    | 17    | 6     |
| 2015      | Racing Club    | 12    | 5     |

## Interlandcarrière
Milito maakte zijn debuut voor de nationale ploeg van Argentinië op 31 januari 2003 in de vriendschappelijke uitwedstrijd tegen Honduras (1-3), net als Lucho González. Milito nam in dat duel de gelijkmaker (1-1) voor zijn rekening en moest in de 80ste minuut plaatsmaken voor César Garignano. Zijn laatste interland dateert van 8 oktober 2010, toen Argentinië het in een oefenduel opnam tegen Japan.
| Interlands van Diego Milito voor Argentinië | Interlands van Diego Milito voor Argentinië | Interlands van Diego Milito voor Argentinië | Interlands van Diego Milito voor Argentinië | Interlands van Diego Milito voor Argentinië | Interlands van Diego Milito voor Argentinië |
| №                                           | Datum                                       | Wedstrijd                                   | Uitslag                                     | Competitie                                  | Goals                                       |
| ------------------------------------------- | ------------------------------------------- | ------------------------------------------- | ------------------------------------------- | ------------------------------------------- | ------------------------------------------- |
| 1                                           | 31 Jan 2003                                 | Honduras – Argentinië                       | 1–3                                         | Vriendschappelijk                           | Goal                                        |
| 2                                           | 04 Feb 2003                                 | Mexico – Argentinië                         | 0–1                                         | Vriendschappelijk                           |                                             |
| 3                                           | 08 Feb 2003                                 | Verenigde Staten – Argentinië               | 0–1                                         | Vriendschappelijk                           |                                             |
| 4                                           | 16 Jul 2003                                 | Argentinië – Uruguay                        | 2–2                                         | Vriendschappelijk                           | Goal · Goal                                 |
| 5                                           | 20 Aug 2003                                 | Uruguay – Argentinië                        | 2–3                                         | Vriendschappelijk                           |                                             |
| 6                                           | 18 Aug 2004                                 | Japan – Argentinië                          | 1–2                                         | Vriendschappelijk                           |                                             |
| 7                                           | 04 Sep 2004                                 | Peru – Argentinië                           | 1–3                                         | WK-kwalificatie                             |                                             |
| 8                                           | 17 Nov 2004                                 | Argentinië – Venezuela                      | 3–2                                         | WK-kwalificatie                             |                                             |
| 9                                           | 07 Feb 2007                                 | Frankrijk – Argentinië                      | 0–1                                         | Vriendschappelijk                           |                                             |
| 10                                          | 02 Jun 2007                                 | Zwitserland – Argentinië                    | 1–1                                         | Vriendschappelijk                           |                                             |
| 11                                          | 05 Jun 2007                                 | Argentinië – Algerije                       | 4–3                                         | Vriendschappelijk                           |                                             |
| 12                                          | 02 Jul 2007                                 | Argentinië – Colombia                       | 4–2                                         | Copa América                                | Goal                                        |
| 13                                          | 08 Jul 2007                                 | Argentinië – Peru                           | 4–0                                         | Copa América                                |                                             |
| 14                                          | 22 Aug 2007                                 | Noorwegen – Argentinië                      | 2–1                                         | Vriendschappelijk                           |                                             |
| 15                                          | 11 Oct 2008                                 | Argentinië – Uruguay                        | 2–1                                         | WK-kwalificatie                             |                                             |
| 16                                          | 15 Oct 2008                                 | Chili – Argentinië                          | 1–0                                         | WK-kwalificatie                             |                                             |
| 17                                          | 28 Mar 2009                                 | Argentinië – Venezuela                      | 4–0                                         | WK-kwalificatie                             |                                             |
| 18                                          | 06 Jun 2009                                 | Argentinië – Colombia                       | 1–0                                         | WK-kwalificatie                             |                                             |
| 19                                          | 10 Jun 2009                                 | Ecuador – Argentinië                        | 2–0                                         | WK-kwalificatie                             |                                             |
| 20                                          | 12 Aug 2009                                 | Rusland – Argentinië                        | 2–3                                         | Vriendschappelijk                           |                                             |
| 21                                          | 05 Sep 2009                                 | Argentinië – Brazilië                       | 1–3                                         | WK-kwalificatie                             |                                             |
| 22                                          | 12 Jun 2010                                 | Argentinië – Nigeria                        | 1–0                                         | WK-eindronde                                |                                             |
| 23                                          | 22 Jun 2010                                 | Griekenland – Argentinië                    | 0–2                                         | WK-eindronde                                |                                             |
| 24                                          | 11 Aug 2010                                 | Ierland – Argentinië                        | 0–1                                         | Vriendschappelijk                           |                                             |
| 25                                          | 08 Oct 2010                                 | Japan – Argentinië                          | 1–0                                         | Vriendschappelijk                           |                                             |

## Erelijst
Racing Club
- Primera División: Apertura 2001, 2014 Transición

 Internazionale
- Serie A: 2009/10
- Coppa Italia: 2009/10, 2010/11
- Supercoppa Italiana: 2010
- UEFA Champions League: 2009/10
- FIFA Club World Cup: 2010

Individueel
- Guerin d'Oro (beste voetballer Serie A volgens Guerin Sportivo): 2008/09
- Topscorer Serie A: 2009
- Serie A Meeste Geliefde Speler: 2009
- UEFA Champions League-finale 2010: UEFA Man van de Wedstrijd
- UEFA Clubaanvaller van het Jaar: 2009/10
- UEFA Clubvoetballer van het Jaar: 2009/10
- Serie A Voetballer van het Jaar: 2009/10
- Serie A Buitenlands Voetballer van het Jaar: 2009/10
- FIFA FIFPro World XI-nominatie: 2009, 2010
- Internazionale Hall of Fame: 2020